# 依力克其乡
依力克其乡，是中华人民共和国新疆维吾尔自治区喀什地区叶城县下辖的一个乡镇级行政单位。

## 行政区划
依力克其乡下辖以下地区：
巴什兰干村、阿亚格兰干村、萨依吾斯村、阿孜干村、艾肯博依村、喀帕村、巴什拉依喀村、阿亚格拉依喀村、琼艾日克村、铁木尔巴格村、依力克其村、夏玛勒巴格村、阿亚格色日克阿塔村和巴什色日克阿塔村。